# Speziallager Nr. 2 Buchenwald
Le Speziallager Nr. 2 Buchenwald ou, en français, Camp spécial n°2 du Buchenwald est un Speziallager créé en 1945 dans la zone d'occupation soviétique en Allemagne à la place du camp de concentration de Buchenwald et fermé en 1950.
Après la libération du camp de concentration de Buchenwald par la 3e armée américaine à la fin de la Seconde Guerre mondiale et son retrait de Thuringe, le NKVD utilise le camp à partir du 21 août 1945 pour l'internement de personnes qui, pour la puissance occupante, représentent une menace pour la sécurité militaire. L'ordonnance n ° 00315 du ministère soviétique de l'Intérieur du 18 avril 1945 est décisive pour les arrestations : Il prévoit l'arrestation d'espions présumés ainsi que de « membres actifs du NSDAP, de dirigeants d'organisations de jeunesse fascistes, d'employés de la Gestapo et du SD, des chefs d'administrations régionales, municipales et de district ».
Depuis 1997, l'histoire du Speziallager Nr. 2 est présentée dans un bâtiment d'exposition séparé sur le terrain du mémorial de Buchenwald.

## Détention
Des employés des services secrets soviétiques ou de la défense militaire de l'Armée rouge (Smert Schpionam, SMERSH) procèdent aux arrestations, dans certains cas avec la police allemande. Les arrestations sont souvent fondées sur des preuves de la population. Les membres et les responsables du NSDAP sont invités à se présenter aux autorités depuis le printemps 1945.
Les personnes arrêtées sont d'abord détenues dans des prisons et des centres de détention improvisés. Ils y étaient souvent interrogés avec des représailles psychologiques et physiques. S'il y a des indications que les forces de sécurité soviétiques trouvent suspectes, les procédures devant les tribunaux soviétiques sont suivis de jugements sévères et d'admission dans des établissements pénitentiaires ou d'expulsion vers la Sibérie. La majorité de ceux qui n’ont pas été condamnés sont détenus dans des camps spéciaux.
Dans le Speziallager Nr. 2, des personnes détenues occupaient des postes dans l'appareil d'État et dans l'appareil du parti du NSDAP. Peu avaient appartenu à la Gestapo ou aux SS. En raison de l'arbitraire des services secrets soviétiques, de nombreuses personnes sont internées sans aucune responsabilité dans le système nazi avant 1945.
Au départ, des prisonniers d'Arnstadt, d'Erfurt, d'Iéna, de Torgau et de Weimar sont emmenés au camp spécial. Fin 1945, 6 000 personnes sont retenues à Buchenwald ; En janvier 1946, 5 700 prisonniers du camp de Landsberg an der Warthe et les 3 et 7 avril 1947, 4 000 autres du Speziallager Jamlitz s'ajoutent. Avec environ 16 400 détenus, le camp spécial atteint alors sa plus grande occupation. De nombreux autres détenus sont déjà passés par d'autres camps du NKVD tels que Ketschendorf, Mühlberg/Elbe ou la prison de Bautzen avant leur arrivée à Buchenwald et y ont été interrogés et torturés dès leur arrestation.
Buchenwald n'est pas un camp de travail au début. À part quelques activités liées au fonctionnement interne du camp, comme l'entretien sur la ligne de Weimar à Buchenwald, construite par des prisonniers des camps de concentration et qui continue à être exploitée par les Soviétiques, une caractéristique de la détention du camp est le manque d'emploi. Ceci et l'isolement complet du monde extérieur et des proches, qui ne savent pas où se trouve le parent arrêté, contribuent au stress psychologique des détenus.
En novembre 1945, un isolement avec des cellules individuelles complètement sombres est mis en place. Le jour de Noël 1945, les rations de pain sont retirées à tous les prisonniers.
Au total, environ 28 000 personnes sont emprisonnées dans le camp spécial de Buchenwald, dont environ 1 000 femmes et quelques enfants nés à Buchenwald et dans d'autres camps. Plus de 7 000 personnes meurent en raison des conditions inhumaines du camp, notamment en raison d'une nutrition totalement inadéquate et de maladies secondaires non traitées telles que la dystrophie, la dysenterie, la tuberculose et le typhus, et sont enterrées dans des fosses communes en bordure du camp.

### Prisonniers célèbres
- Rudolf Ahlers (1889–1954), écrivain
- Joachim-Ernest d'Anhalt (1901–1947), duc d'Anhalt
- Margret Bechler (1914–2002), femme d'officier
- Rudolf Bernhardt (1904–après 1970), bourgmestre de Großenhain
- Helmut Bischoff (1908–1993), chef de la Gestapo en Pologne
- Erwin Brauer (1896–1946), théologien
- Herbert von Conrad (1880–1946), Landrat
- Horst Dreßler-Andreß (1899–1979), président de la Chambre de la télédiffusion du Reich
- Wilhelm Frerichs (1900–inconnu), chef du département politique des camps de concentration de Buchenwald et Sachsenhausen
- Ernst Fresdorf (1889–1967), grand bourgmestre SPD d'Eisenach
- Wilhelm Goldmann (1897–1974), éditeur
- Paul Grimm (1907–1993), préhistorien
- Karl Ritter von Halt (1891–1964), dirigeant sportif
- Jan Herchenröder (1911–1986), écrivain
- Friedrich Jaksch (1894–1946), écrivain
- Arthur Jubelt (1894–1947), éditeur
- Fred Kaltenbach (1895–1945), propagandiste américain
- Otto Koch (1902–1948), bourgmestre de Weimar
- Friedrich Emil Krauß (1895–1977), industriel
- Werner Kropp (1899–1946), député NSDAP
- Otto von Kursell (1884–1967), peintre et cadre nazi
- Gertrud Lehmann-Waldschütz (1905–2001), écrivaine
- Walter Meyer (1904–1949), sportif
- Rembert von Münchhausen (1884–1947), propriétaire terrien
- Charles A. Noble (1892–1983), homme d'affaires germano-américain
- John H. Noble (1923–2007), homme d'affaires germano-américain
- Kurt Otto (1887–1947), homme politique nazi
- Friedrich Pfeffer (1888–1946), député nazi
- Max Poepel (1896–1966), bourgmestre d'Aue
- Paul Reckzeh (1913–1996), médecin et agent de la Gestapo
- Wilhelm Reetz (1887–1946), peintre et journaliste
- Oswald Rösler (1887–1961), banquier
- Josef Sablatnig (1886–1946), aviateur
- Kurt Säuberlich (1904–1971), industriel
- Walter Schmidt (1892–1948), responsable des chemins de fer
- Hans Seifert (1889–1948), député nazi
- Marianne Simson (1920–1992), actrice
- Friederike Wieking (1891–1958), policière nazie
- Gerhard Wischer (1903–1950), psychiatre
- Hans H. Zerlett (1892–1949), scénariste et réalisateur

## Dissolution
Le camp est dissous afin d'accroître la réputation de la RDA nouvellement fondée, car un public plus large à l'ouest est maintenant informé des conditions dans le camp et des pressions sont exercées sur la puissance occupante et la direction de la RDA. La dissolution est présentée comme un acte magnanime par l'Union soviétique et les conditions dans le camp sont agrémentées de propagande.
Le 14 janvier 1950, le président de la Commission de contrôle soviétique en Allemagne, Vassili Tchouïkov, informe Walter Ulbricht que les derniers camps, Bautzen, Sachsenhausen et Buchenwald, seront fermés. Au cours de l'action de libération (comme à l'été 1948), les personnes à libérer sont remises à la police d'État allemande par la puissance d'occupation soviétique. Cependant, un bon nombre de prisonniers ne sont pas libérés à l’occasion de la liquidation du camp, mais déportés vers l’Union soviétique ou transférés dans des prisons de la RDA. 2 154 détenus sont conduits à la prison de Waldheim les 9 et 13 février 1950, où ils sont condamnés à de longues peines de prison et 32 condamnations à mort dans le procès de Waldheim.

## Commémoration
Du temps de la RDA, cette partie de l'histoire du camp de concentration n'est pas officiellement mentionnée. Au début des années 1950 en particulier, le climat de peur créé par le SED empêche de se poser des questions sur cette partie de l'histoire. Le mémorial et la documentation sur l'Ettersberg ne couvrent que le passé du camp de concentration à l'époque nazie.
Ce n'est qu'à la chute du Mur qu'un traitement de la période de camp spécial commence. Les petits charniers trouvés dans la forêt sont répartis sur deux champs funéraires, dans lesquels 850 et 250 stèles métalliques sont érigées. Chaque stèle représente environ cinq à sept morts, ce qui correspond au nombre quotidien moyen de morts pendant toute la durée du camp spécial. Un bâtiment d'exposition avec des expositions sur le Speziallager Nr. 2 est érigé près des champs de sépulture. La documentation comprend également la transition de Buchenwald au camp spécial soviétique.